# 梭形卷管螺
梭形卷管螺（学名：Bathytoma atractoides），是新腹足目卷管螺科Bathytoma属的一种。主要分布于台湾，常栖息在深海泥沙质海底。